# Partido judicial de Sardañola del Vallés
El Partido judicial de Sardañola del Vallés es uno de los 49 partidos judiciales en los que se divide la Comunidad Autónoma de Cataluña, siendo el partido judicial n.º 19 de la provincia de Barcelona.
El ámbito territorial, que viene regulado por el Real Decreto 529/1983, de 9 de marzo, comprende las localidades de :
Badia del Vallés, Barberá del Vallés, Sardañola del Vallés, Moncada y Reixach y Ripollet